# Ранисанкайл
Ранисанкайл (бенг. রাণীশংকৈল, англ. Ranisankail) — город на севере Бангладеш, административный центр одноимённого подокруга. Площадь города равна 13,94 км². По данным переписи 2001 года, в городе проживало 13 521 человек, из которых мужчины составляли 52,09 %, женщины — соответственно 47,91 %. Плотность населения равнялась 970 чел. на 1 км². Уровень грамотности населения составлял 36,9 % (при среднем по Бангладеш показателе 43,1 %).